# Puškohled

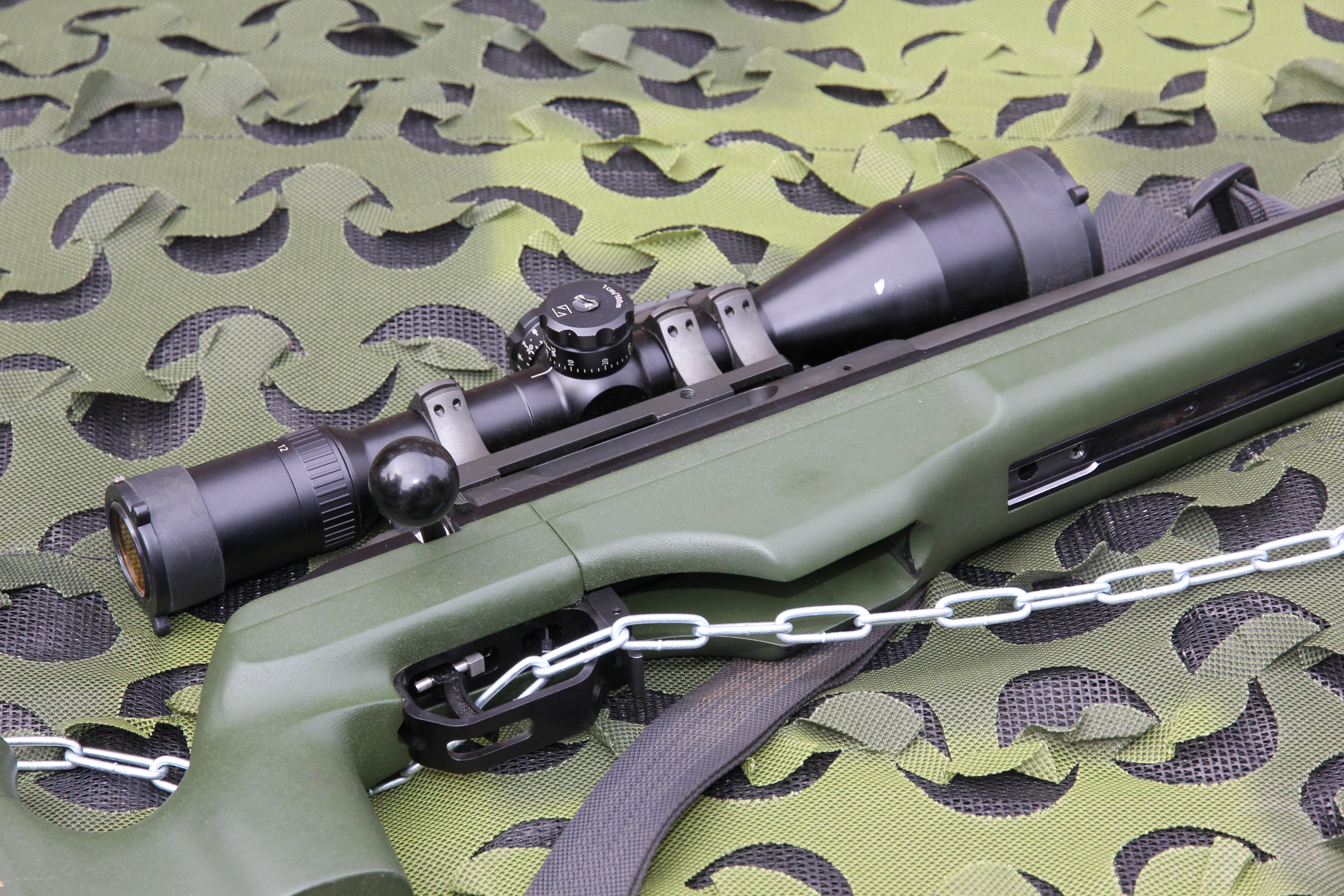
Puškohled

Různé druhy záměrných osnov puškohledů

Puškohled je v oblasti zbraňové techniky optické zařízení, které se upevňuje ke zbrani před nebo namísto klasických mířidel a usnadňuje zamíření na delší vzdálenosti, jelikož přibližuje/zvětšuje cíl. Vlastně jde o upravený dalekohled se záměrnou osnovou. Puškohledy se používají především na odstřelovacích a loveckých puškách.
Zařízení, (držák nebo držáky s objímkou), kterým je puškohled připevněn ke zbrani se nazývá montáž. Jestliže montáž umožňuje zamíření bez užití puškohledu průhledem na mířidla, (na mušku), pak jde o tzv. montáž s podhledem. V běžné řeči se často pro puškohled používá také označení optika.